# Dersffy Ferenc
Dersffy Ferenc (? - 1606 körül) - pohárnok, sárosi főispán

## Életrajza
III. Dersffy István fia volt; testvérei: Bora (osgyáni Bakos Jánosné) és Dersffy II. Miklós honti főispán.
1594-ben pohárnok, 1596-tól haláláig Sáros vármegye főispánja volt. Részt vett több török elleni harcban, így 1597-ben a Pápa ostromában is. Járt szövetségben és ő vezette vissza Mária Krisztiernát, Báthory Zsigmond elvált feleségét az anyjához. 1606-ban Zólyom és Dobronyiva várának visszaadására kötelezték.
Első neje Bethlenfalvi Thurzó Magdolna volt, a második lanzéri Császár Orsolya, akitől egy Orsolya nevű lánya született. Ő előbb Mágóchy Ferenc, majd annak halála után galánthai Esterházy Miklós neje lett, ki házasságuk után az összes Dersffy- és Mágócsy-javakat örökölte.